# 폴 J. 와이츠

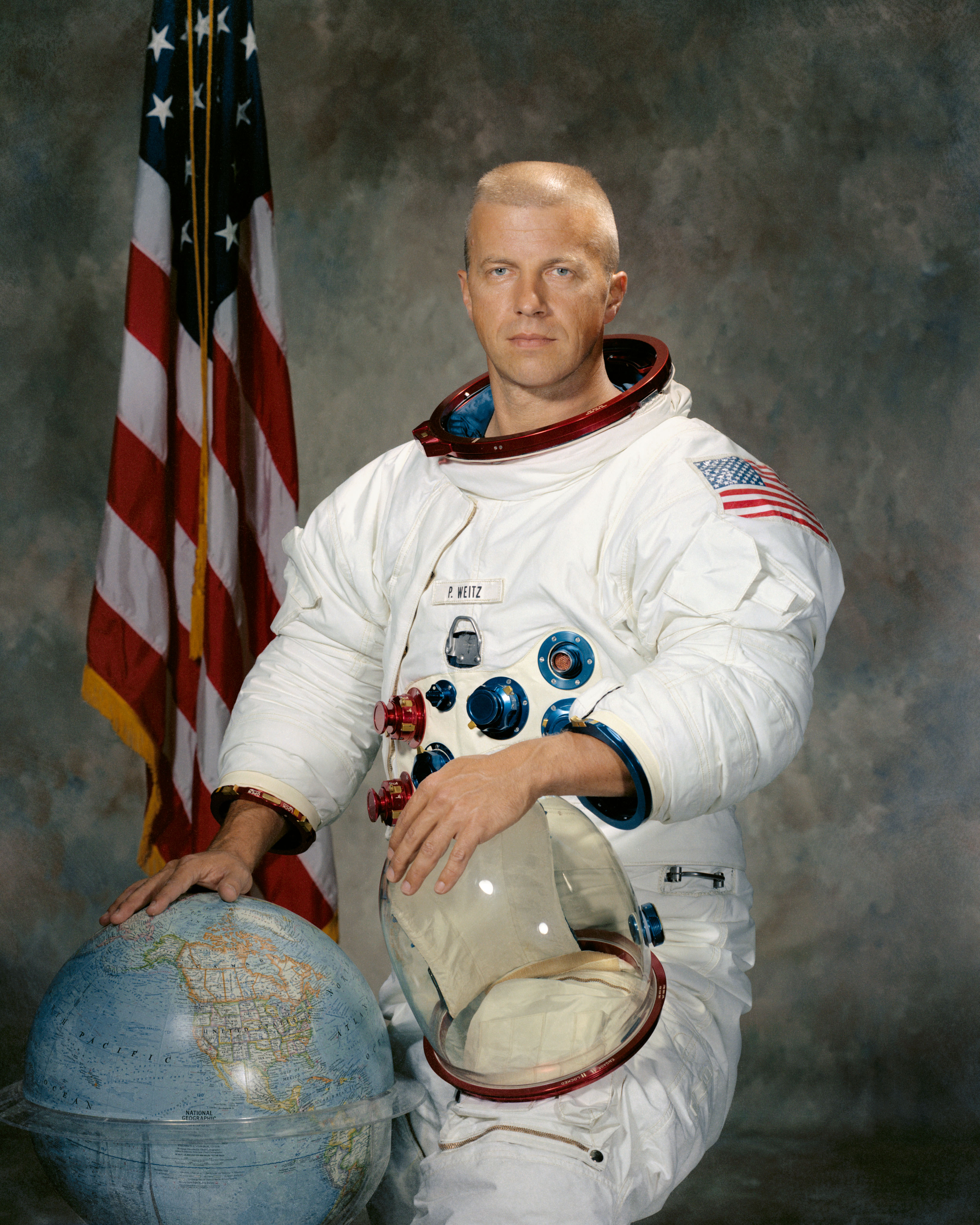
폴 J. 와이츠

폴 조지프 와이츠(Paul Joseph Weitz, 1932년 7월 25일 ~ 2017년 10월 22일)는 미국의 시험 비행사, 해군 군인, 항공우주공학자, NASA 비행사이다.